# HD124425
HD124425 — хімічно пекулярна зоря спектрального класу F7, що має видиму зоряну величину в смузі V приблизно  5,9.
Вона  розташована на відстані близько 181,8 світлових років від Сонця.